# Leioa
Leioa (spanisch Lejona) ist eine Gemeinde an der Bizkaia im nordspanischen Baskenland. Sie liegt südlich der Gemeinden Getxo und Berango und grenzt im Osten und im Süden an Erandio. Leioa gehört zum Ballungsraum von Bilbao und hat eine Einwohnerzahl von 32.683 Menschen (Stand: 2024) bei einer Fläche von 8,52 Quadratkilometern. Im Osten der Gemeinde fließt der Udondo. Der Campus Bizkaia der Universität des Baskenlandes liegt zwischen Leioa und Erandio.

## Geschichte
Leioa gehörte zum "antiglesia de Erandio" und wurde 1526 gegründet. In den 1970er-Jahren kam es zu einem rasanten Bevölkerungswachstum.